# Phaeogenes variabilis
Phaeogenes variabilis là một loài tò vò trong họ Ichneumonidae.